# Limopsis tenella
Limopsis tenella är en musselart som beskrevs av John Gwyn Jeffreys 1876. Limopsis tenella ingår i släktet Limopsis och familjen Limopsidae. Inga underarter finns listade i Catalogue of Life.